# Pheriche
Pheriche (en nepalí: फेरिचे) es una villa de la región de Khumbu, al oriente de Nepal. Situada a una altitud de 4371 m s. n. m., por encima del río Tsola, Pheriche es una parada popular para excursionistas y escaladores. Cuenta con un hospital rudimentario que es operado bajo el auspicio de la Asociación Himalaya de Rescate (HRA por sus siglas en inglés), con su cuartel principal en Katmandú. Dicho hospital permanece abierto solo durante las dos temporadas de excursión/escalada (de marzo a mayo y, de noviembre a diciembre). A pesar de que el hospital fue construido con apoyo de Japón en 1975, es atendido por nepalíes y médicos voluntarios, principalmente de Estados Unidos, Europa, Canadá y Australia. Pheriche es una villa principalmente agrícola que produce papa y trigo sarraceno, y crían yaks. Sin embargo, en verano muchos de los hombres son contratados por excursionistas como guías y porteadores. Hay también muchas cabañas donde los excursionistas y escaladores en camino al campamento base del Everest pueden detenerse. Es una parada importante para la aclimatación.
Fue gravemente dañada debido al devastador terremoto de Nepal de abril de 2015, pero solo un habitante sufrió heridas, debido a que los pobladores se encontraban fuera realizando sus actividades. La zona es un centro de tratamiento y ayuda, y un punto de evacuación.

## Imagen

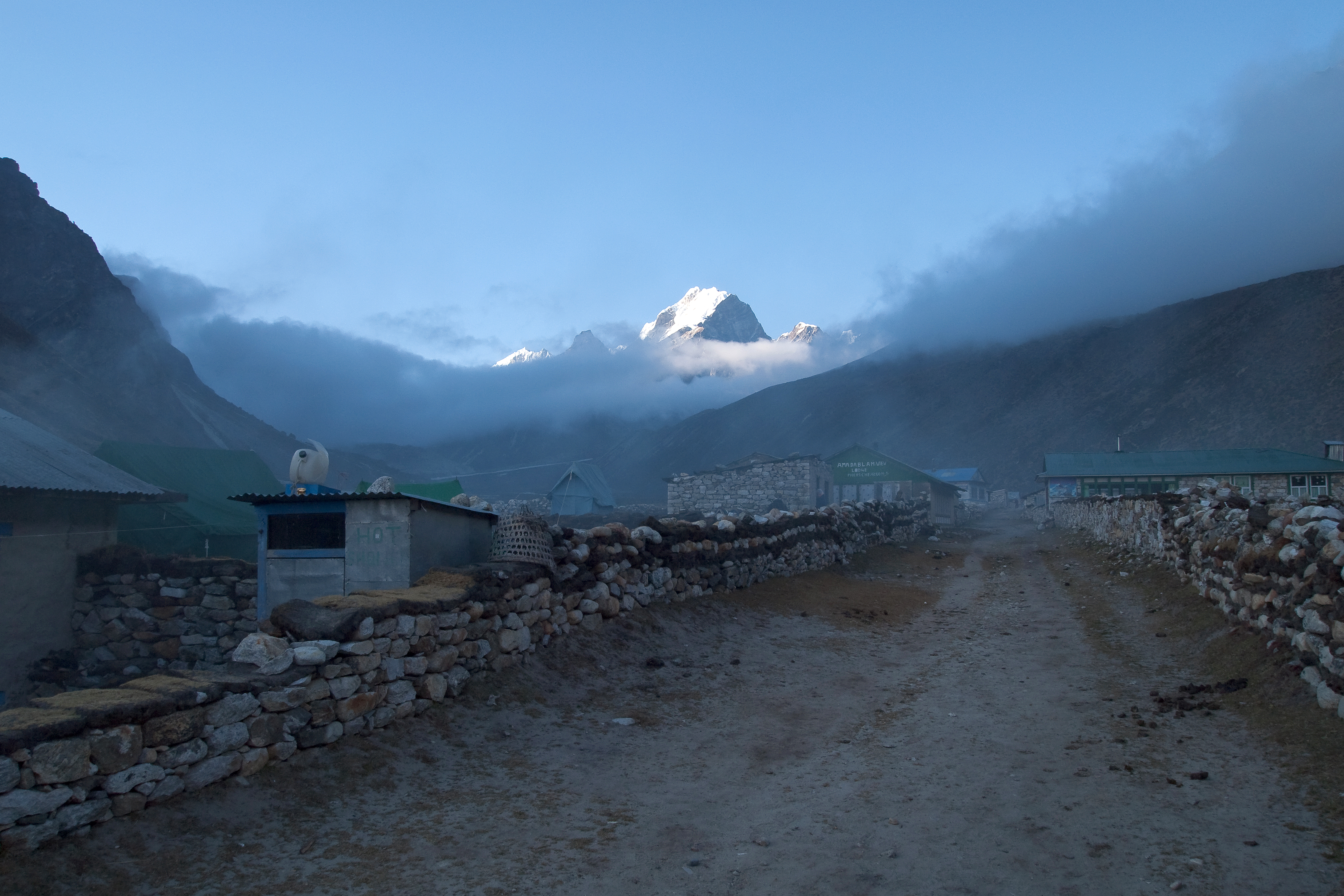
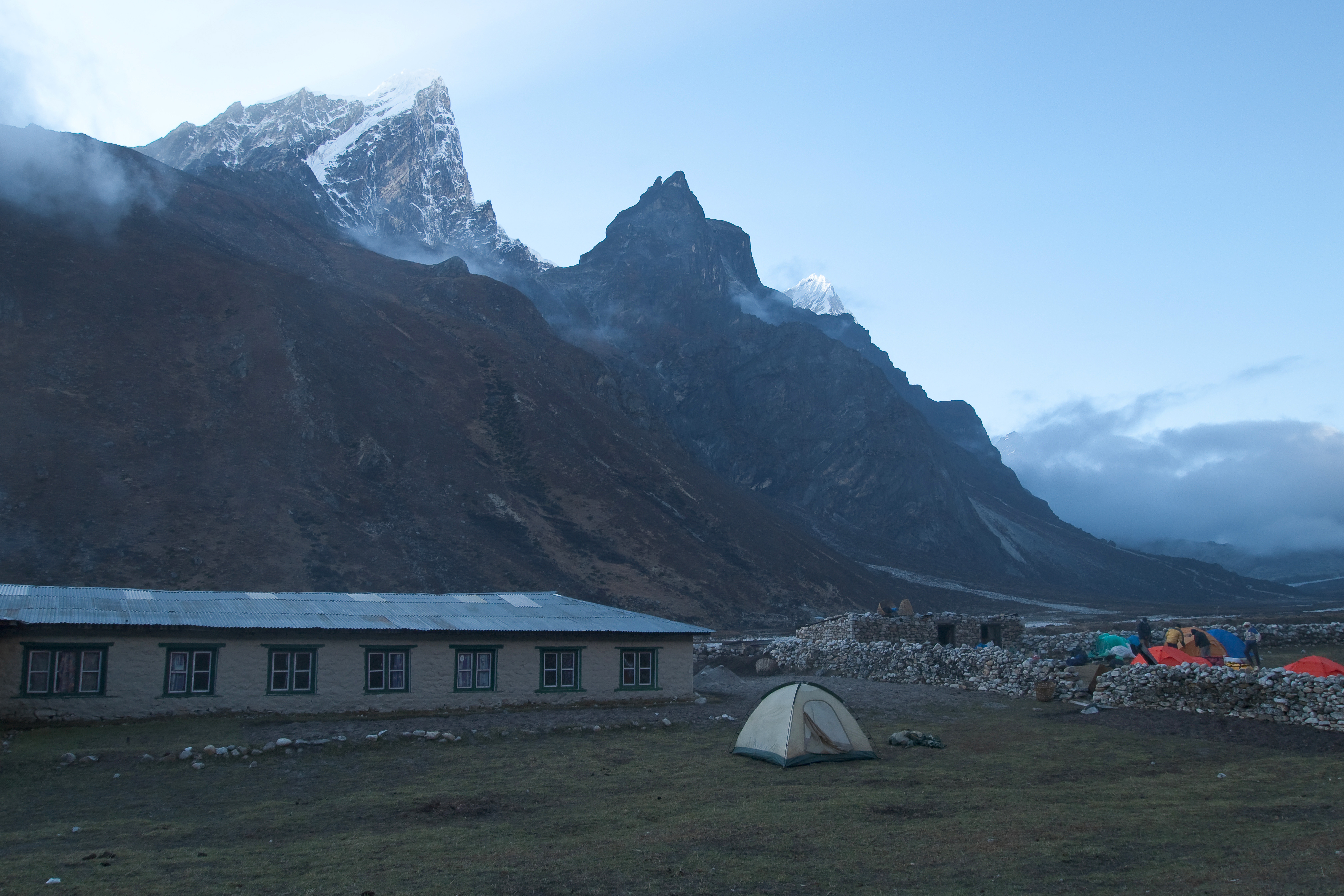
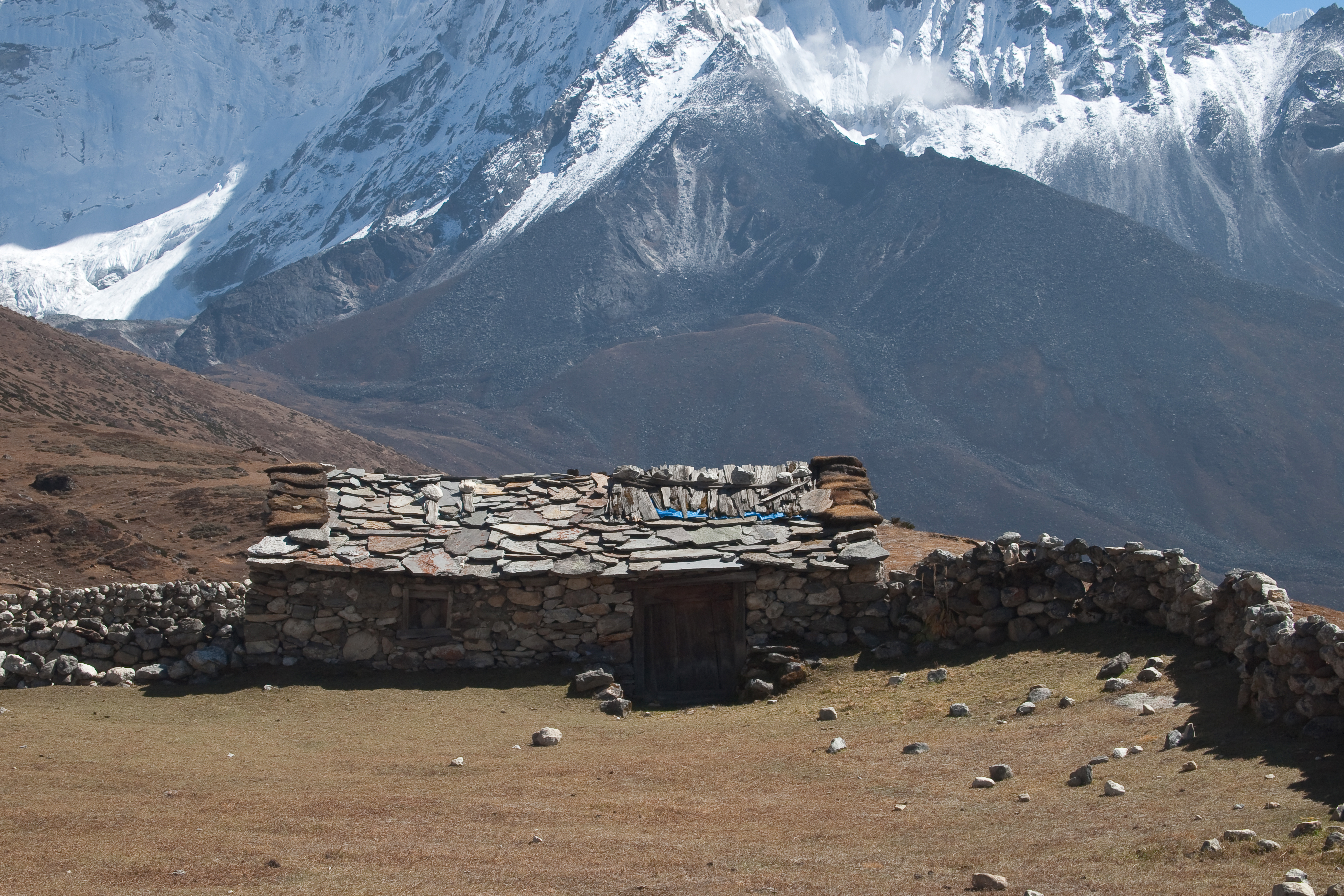
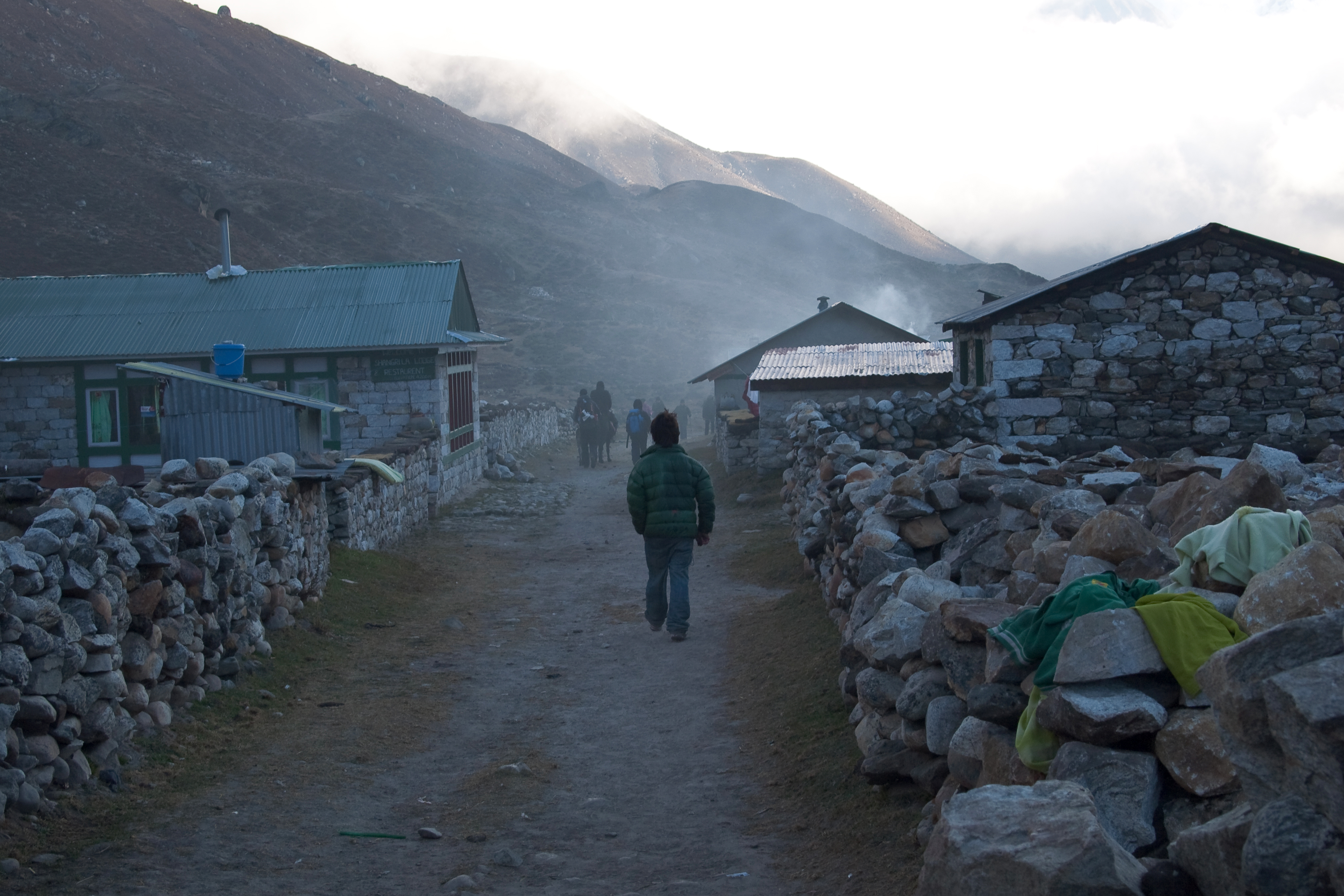
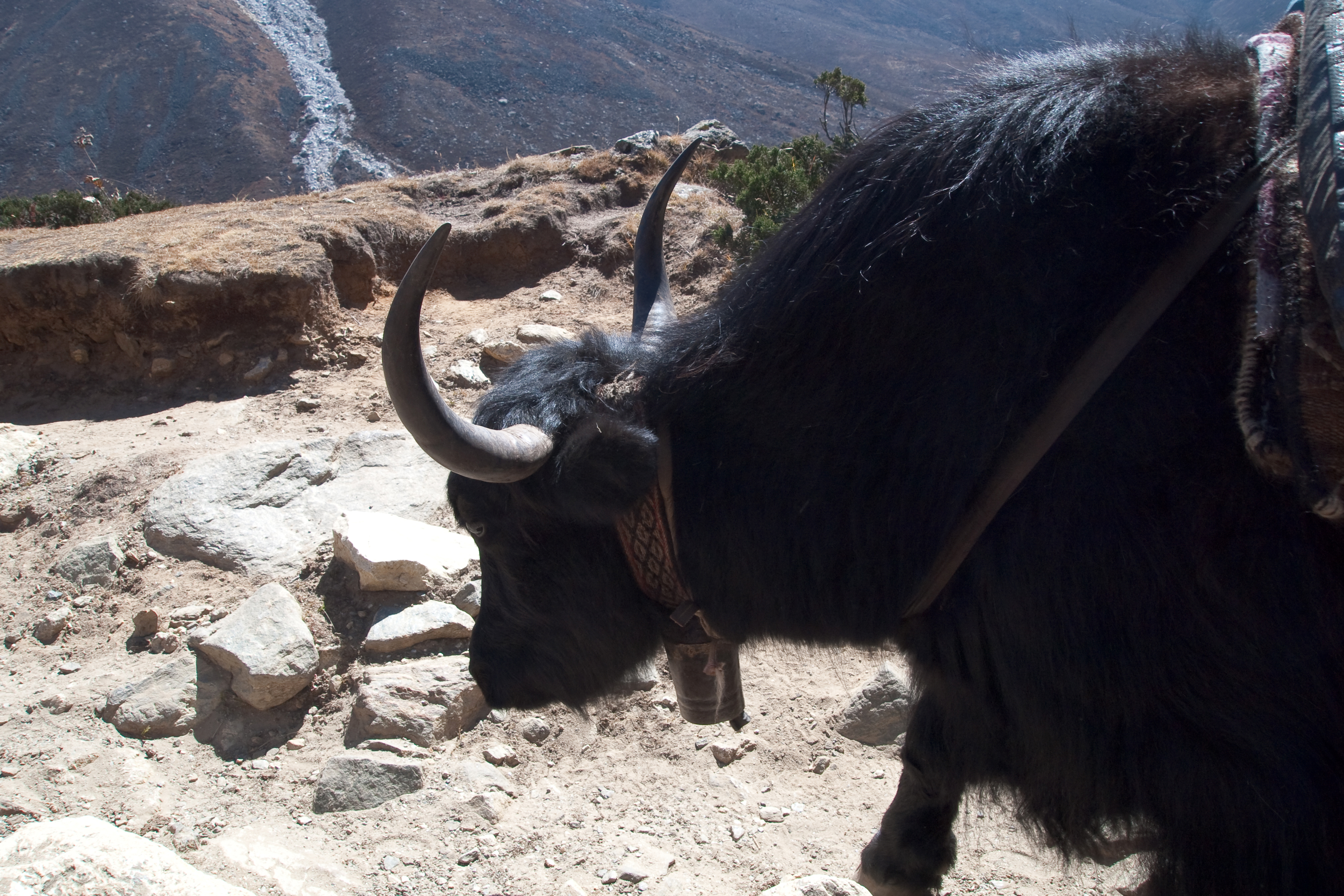

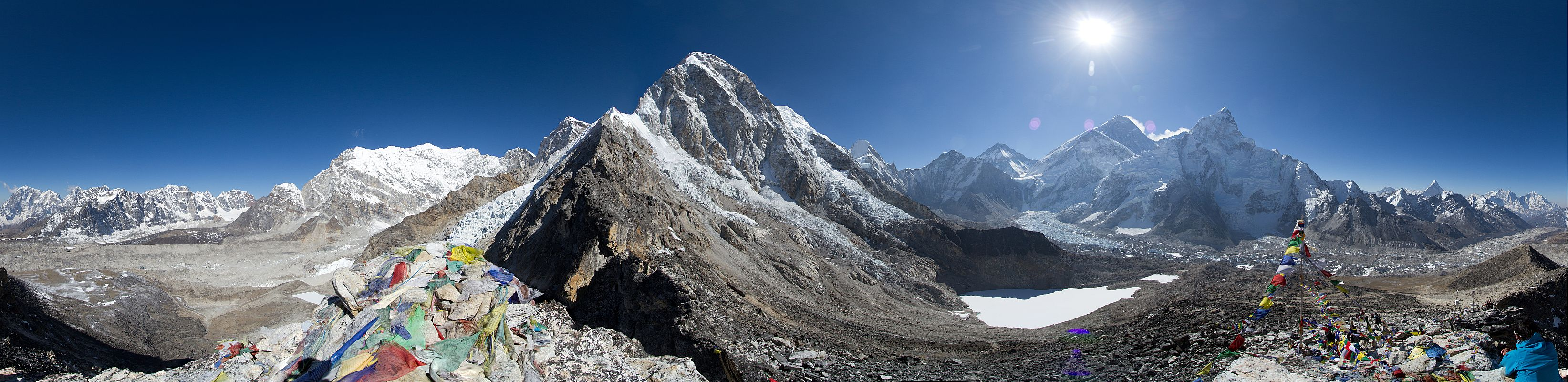
Vista panorámica de la región del monte Everest tomada desde el Kala Patthar (de 5590 m)